# International Superstar Soccer Pro
International Superstar Soccer Pro, más conocido por su abreviatura ISS Pro (en Japón, Winning Eleven 97; en Estados Unidos, Goal Storm 97), es la primera entrega de la saga de videojuegos ISS Pro (actual Pro Evolution Soccer), desarrollada por Konami Computer Entertainment Tokyo.
El juego salió a la venta en junio de 1997, y está basado en una entrega anterior exclusiva para PlayStation, Goal Storm. En este caso, se cambió por completo la jugabilidad, para apostar por un simulador de fútbol más fiel, en el que el jugador tuviera una mayor responsabilidad sobre los futbolistas. Se cambió por completo el motor gráfico, y se añadieron nuevas técnicas, selecciones y jugadores.

## Características
El estudio de Konami en Tokio desarrolló un nuevo juego de fútbol exclusivo para PlayStation, al no quedar convencidos con el resultado de Goal Storm. El nombre International Superstar Soccer Pro se utilizó en Europa, mientras que en Japón se llamó Winning Eleven 97 y en Estados Unidos fue Goal Storm 97. A partir de la siguiente edición, Europa y Norteamérica utilizaron la distinción ISS Pro.
En esta ocasión, International Superstar Soccer Pro apostó por un simulador de fútbol más fiel al deporte, en la que el jugador tuviera un mayor control sobre los futbolistas y el estilo de juego. Konami introdujo una barra de potencia, que marca la fuerza de los pases y tiros. Además, se añadieron posibilidades como el pase al hueco o los centros, y se aumentó el nivel de dificultad. El número de tácticas se amplió, aunque no se pueden ejecutar durante el partido y requieren pausar el juego. El motor gráfico se cambió por completo, y en esta ocasión el terreno de juego y futbolistas contaban con unas dimensiones reales, algo especialmente visible en el tamaño de las porterías.
Respecto a Goal Storm, ISS Pro introdujo nuevos modos de juego. Junto al amistoso, también se podía jugar una tanda de lanzamientos de penaltis. El modo de Copa Internacional, similar al Mundial de Fútbol, se amplió a 32 selecciones internacionales. Además, se añadió la Liga Internacional, que permitía jugar un campeonato de liga con 16 participantes.
El número de selecciones se amplió a 32, con su equipación oficial de la temporada 1996/97. Los nombres de los jugadores son ficticios, no se parecen a los originales y tampoco se pueden editar. Por otra parte, se amplió el número de estadios a cuatro, y se mejoraron las condiciones climatológicas. En el apartado sonoro, se potenció la figura del comentarista, que en esta ocasión interviene durante el partido, y no solo en jugadas a balón parado.

## Equipos
| - Alemania - Argentina - Austria - Bélgica - Brasil - Bulgaria - Camerún - Corea del Sur | - Croacia - Colombia - Dinamarca - Escocia - Estados Unidos - España - Francia - Gales | - Inglaterra - Irlanda - Italia - Japón - Marruecos - México - Nigeria - Noruega | - Países Bajos - Portugal - República Checa - Rusia - Suecia - Suiza - Turquía - Uruguay |